# Noelia Barbeito
Noelia Jael Barbeito (Guaymallén, Mendoza; 25 de octubre de 1981) es una política argentina, integrante y dirigente del Partido de los Trabajadores Socialistas. En 2013 resultó elegida senadora provincial en Mendoza, como resultado de la votación obtenida por el Frente de Izquierda y de los Trabajadores, una coalición que integra su partido.

## Biografía

### Comienzos
Noelia Jael Barbeito nació en el departamento de Guaymallén en el año 1981. Es la mayor de cuatro hermanos e hija de una familia de trabajadores petroleros. Creció en el Barrio «Los Glaciares» del departamento de Godoy Cruz. Realizó la primaria en la escuela Cordillera de los Andes. Comenzó sus estudios en la escuela Miguel A. Pouget. Y, en 1997 se mudó junto a su familia a la provincia de Neuquén, como cientos de familias que fueron obligadas al desarraigo, cuando la empresa YPF se fue de Mendoza. En esa provincia concluyó sus estudios secundarios y empezó a estudiar la carrera de Historia en la Universidad del Comahue.

### Militancia

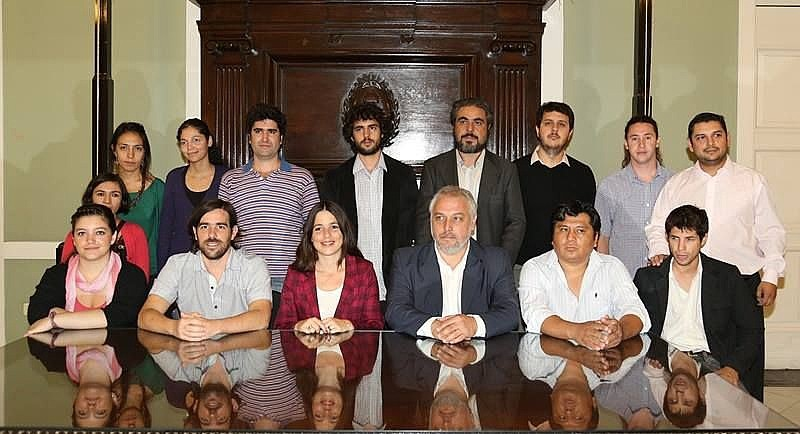
Noelia Barbeito (tercera a la izquierda, sentada), en 2015, junto a la coalición del Frente de Izquierda.

En el año 2000, comenzó a militar en el Partido de los Trabajadores Socialistas (PTS), tras protagonizar luchas estudiantiles en defensa de la educación pública contra el vaciamiento presupuestario.
Luego organizó la solidaridad con los obreros de Zanón ante los despidos y, más tarde, poniendo en pie la gestión obrera. En 2008, comenzó a dictar clases de Historia en la Universidad del Comahue y en la comunidad  mapuche Painemil.

### Candidata a la gobernación
En el año 2013, el Frente de Izquierda y de los Trabajadores obtiene el 14% de los votos, colocándose en la tercera posición política de Mendoza, tras la Unión Cívica Radical y el Frente para la Victoria. De esta manera, Noelia Barbeito ingresa al senado provincial. En esa función se destacó en la defensa de los derechos de los trabajadores y las mujeres de la provincia.
En 2015, se convirtió en la primera mujer en ser candidata a la gobernación de Mendoza, posicionando nuevamente al Frente de Izquierda y de los Trabajadores como tercera fuerza.
Como referente del movimiento de mujeres, fue una de las impulsoras de las masivas movilizaciones por Ni Una Menos en la provincia y autora de uno de los proyectos para que Mendoza adhiera al protocolo de aborto no punible.  
Desde su banca, junto al resto de legisladores y legisladoras del Frente de Izquierda, se destacó en la defensa de los trabajadores mendocinos, la educación y salud públicas y contra los ataques del gobierno provincial a las maestras.
Además, es una referente de la lucha contra el trabajo precario en la juventud, una problemática que afecta al 70 % de los trabajadores y trabajadoras menores de 24 años.
Tras cumplir su mandato como senadora provincial, Barbeito volvió a su trabajo como docente en las Universidades de Comahue y UNCuyo. Además, es profesora de Historia en el nivel terciario en Tunuyán. Desde allí, fue parte de la enorme lucha de los y las estudiantes en toda la provincia en defensa de la educación pública y contra el ajuste tanto del gobierno nacional como provincial.

### Activista pro elección
El 8 de mayo de 2018, Barbeito asistió a la novena décima jornada de debate por la legalización del Aborto en Argentina en el 8.º plenario de comisiones del Congreso de la Nación manifestando su posición a favor del aborto repitiendo lo siguiente: “el debate no es a favor o en contra del aborto. Lo que hay que discutir es si sigue siendo clandestino o es legal”. 